# Marceli Prószyński
Marceli Wilhelm Prószyński, ps. „Prokop Sas” (ur. 1 października 1881 w Samborze, zm. 14 lipca 1956 we Wrocławiu) – polski nauczyciel, publicysta, działacz Narodowej Demokracji, poseł na Sejm I kadencji w II RP z ramienia Związku Ludowo-Narodowego.

## Życiorys
W 1900 ukończył naukę w wyższym gimnazjum w Rzeszowie. W 1905 ukończył studia na Wydziale Filozoficznym Uniwersytetu Lwowskiego. W trakcie studiów pracował w bibliotece im. Ossolińskich we Lwowie (1900–1906). W 1904 był prezesem Akademickiego Koła Towarzystwa Szkoły Ludowej, a w 1905 także Związku Towarzystwa Akademickiego „Ogniwo”. Działał również w tajnym Związku Młodzieży Polskiej „Zet”.
W latach 1903–1904 odbywał praktykę nauczycielską w Gimnazjum VI we Lwowie i tam również podjął pracę po ukończeniu studiów, jako zastępca nauczyciela. Ukończył kursy uprawniające do nauczania języka polskiego, łacińskiego i greckiego. W latach 1907–1908 uczył języka polskiego w Gimnazjum w Dębicy, następnie ponownie we Lwowie w Gimnazjum II i Gimnazjum VI. W latach 1908–1926 był nauczycielem w Gimnazjum VIII we Lwowie, jednocześnie pracując w latach 1909–1910 w Prywatnym Gimnazjum Żeńskim Zofii Strzałkowskiej we Lwowie i będąc w latach 1913–1914 kierownikiem gimnazjum w Rohatynie. Podczas nauczania we Lwowie działał m.in. w Związku Okręgowym Towarzystwa Szkoły Ludowej we Lwowie (1910-1911), w Towarzystwie Nauczycieli Szkół Wyższych i Lidze Narodowej (od około 1914).
W trakcie I wojny światowej został ewakuowany do Brna. W 1917 uzyskał stopień doktora filozofii na Uniwersytecie Lwowskim, pisząc rozprawę pod kierunkiem Wilhelma Bruchnalskiego nt. Collegium Nobilium pijarów w Warszawie. W okresie 4–22 listopada 1918 roku uczestniczył w walkach o Lwów.
W 1919 został wiceprezesem Związku Głównej Organizacji Narodowej Wschodniej Małopolski, a w 1920 został Radnym Rady Miasta Lwowa. Ponadto uczestniczył w wojnie polsko-bolszewickiej w szeregach 240. pułku piechoty Armii Ochotniczej. Od 1921 pracował społecznie podczas sporządzania spisu ludności w Małopolsce Wschodniej. W latach 1922–1927 był posłem na Sejm z listy Związku Ludowo-Narodowego z okręgu nr 51. Jako poseł był członkiem sejmowej Komisji Odbudowy Kraju i Komisji Konstytucyjnej.
Po wygaśnięciu mandatu uczył w latach 1827–1928 w Państwowym Gimnazjum im. Grzegorza Piramowicza w Dziśnie, do którego został relegowany, ze względu na opozycyjne stanowisko wobec władz sanacyjnych. W 1928 nieskutecznie ubiegał się o mandat senatora. W tym samym roku został nauczycielem w Państwowym Gimnazjum im. M. Kopernika w Łodzi. W 1929 otrzymał tytuł profesora, a 21 sierpnia 1931 przeszedł na emeryturę. Podczas II wojny światowej mieszkał we Lwowie. Do Polski powrócił w 1949. Początkowo mieszkał u siostry w Rzeszowie, a w 1954 zamieszkał u syna we Wrocławiu.

## Życie prywatne
Był synem Antoniego Prószyńskiego – sekretarza sądowego oraz i Joanny z Kuczabińskich. Jego żoną była Izabela Joanna z domu Szafraniec, z którą miał syna Jerzego Prószyńskiego (ur. 1913) i Joannę Trzynadlowską (ur. 1915).
Został pochowany na cmentarzu Grabiszyńskim we Wrocławiu (pole: 19, grób: 259, rząd: 10).

## Publikacje
Prószyński publikował artykuły na tematy polityczne i szkolnictwa. Ukazywały się one na łamach czasopism takich jak: „Muzeum”, „Słowo Polskie”, „Głos Narodu”, „Rzeczpospolita”, „Gazeta Poranna”, „Kurier Poznański” i „Kurier Warszawski”. Ponadto był redaktorem „Przewodnika Organizacyj Narodowych. Miesięcznika Związku Głównego Organizacyj Narodowych Wschodniej Małopolski” we Lwowie. Ponadto opublikował następujące pozycje:
- „Powiat Lwowski. Ludność i instytucje” (1912),
- „Spis ludności i jego wielka ważność dla Wschodniej Małopolski” (1921),
- „Błędy językowe u uczniów szkół średnich”,
- „Plan nauki języka polskiego w szkołach średnich”,
- „Omówienie przepisów maturycznych”,
- „Statystyka szkolnictwa ludowego we Wschodniej Małopolsce”[2].

## Odznaczenia
- Krzyż Niepodległości[2],
- Krzyż Obrony Lwowa,
- Krzyż Walecznych[1][2].